# Joe Gordon
Joseph Lowell Gordon (Los Ángeles, California, 18 de febrero de 1915-Sacramento, California, 14 de abril de 1978), más conocido como Joe Gordon, fue un jugador profesional estadounidense de béisbol que se desempeñó en la posición de segunda base en las Grandes Ligas de Béisbol (MLB). Es miembro del Salón de la Fama del Béisbol.

## Carrera
Gordon jugó como profesional siete temporadas en New York Yankees (1938-1946), después pasó a Cleveland Guardians, donde jugó cuatro temporadas (1947-1950), y fue el equipo en el que se retiró.

## Reconocimiento
En 2009, ingresó como miembro al Salón de la Fama del Béisbol.